# モーニング・フェア
モーニングフェアは，毎週月曜～金曜の午前7時30分～8時55分まで生放送していたFM山形の番組である。パーソナリティーはFM山形の岩崎敬アナウンサーである。

2004年にスタートし、2010年4月1日に放送終了した。

## タイムテーブル
- 7.31　モーニングライナー
- 7.39　ウェザーリポート
- 7.43　モーニングトピックス
- 7.51　トラフィックインフォメーション
- 7.55　FM山形ニュース
- 8.00　SUZUKI Breakfast News
- 8.09　Weather Guide
- 8.10　Honda Smile Mission
- 8.20　トゥデイズインフォーメション山形
- 8.25　ウェザーリポート
- 8.30　トラフィックインフォメーション
- 8.32　YAMAGATAシティナビゲーション
- 8.35　(火)昭和歌謡館　(木)パッツーの極めてFat Free　(金)Listen Book ～本を読む～
- 8.49　MOURNING INSTRUCTION ～今朝の心得～
- 8.51　エンディング